# 螢茶屋停留場
螢茶屋停留場（日语：／ Hotarujaya teiryūjō */?），又稱螢茶屋電車站，是位於長崎縣長崎市中川一丁目，長崎電氣軌道螢茶屋支線的電車站。車站編號為43。
螢茶屋鄰近車廠（螢茶屋車廠）和營業所，成為電車運行上的據點。

## 歷史
螢茶屋停留場在1934年（昭和9年）12月，馬町至螢茶屋之間開通時同日啟用。當時已經是支線的終點站。「螢茶屋」這個名稱取自在中島川上流地帶，於當地設置的茶屋而得名。在1937年（昭和12年）設置車廠，在1940年（昭和15年）營業所啟用。

### 年表
- 1934年（昭和9年）12月20日 - 車站啟用[2]。
- 1937年（昭和12年）3月4日 - 螢茶屋車廠落成[8]。
- 1940年（昭和15年）5月31日 - 螢茶屋營業所落成[7]。
- 1971年（昭和46年）7月21日 - 車廠大部分功能遷移至西町車庫[5][6]。
- 1985年（昭和60年）2月14日 - 螢茶屋營業所大廈（NE大廈）舉行奠基儀式，在8月7日開放[9]。
- 1986年（昭和61年）12月11日 - 螢茶屋停車場、租戶大樓（NE大樓2）落成。停車場開始營業[9]。
- 2005年（平成17年）9月25日 - 營業所內開始可以購買定期票[10]。

## 電車站構造

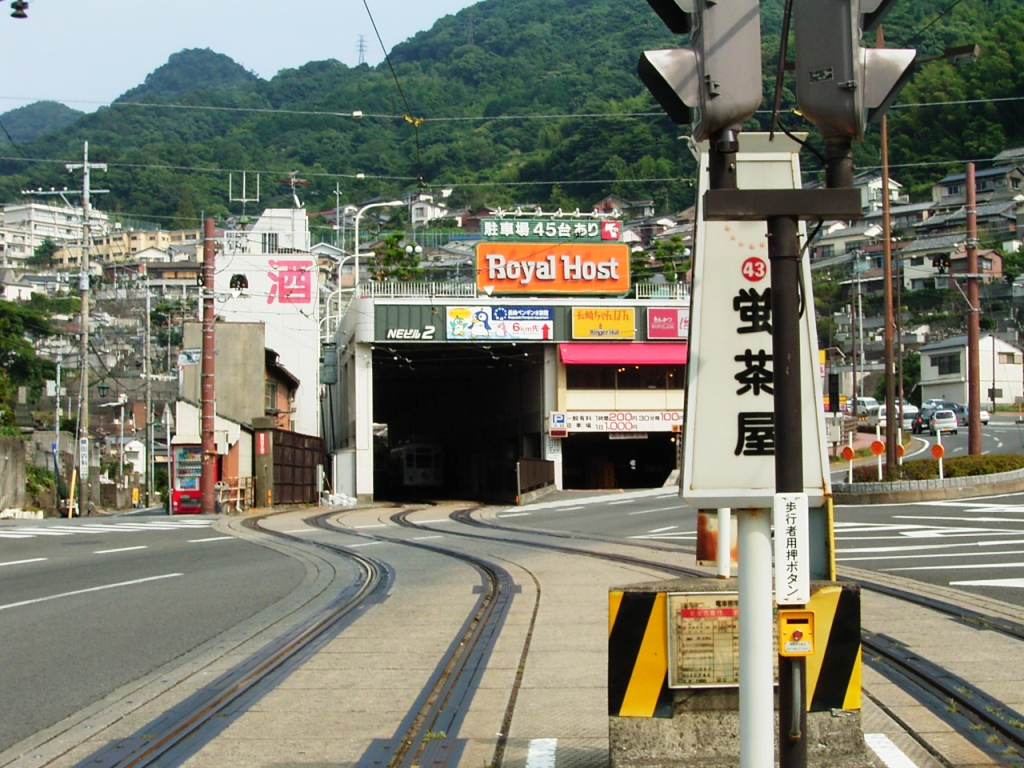
月台望向螢茶屋車廠

電車站是建造在共用行車道上（新長崎街道）。電車站設有1面2線的低地台島式月台。從路線起點望向月台，左邊為1號月台，右邊為2號月台。
在電車站後方連接螢茶屋車廠，兩條路軌繼續在在新長崎街道延伸，隨後進入專用軌道後進入車廠。從前進入車廠的路軌是直線，後來由於道路擴寬，因此現時進入車廠的路軌需要經過S字形彎。在電車站前方，靠近新中川町一方設有交叉渡線。
營業所位於電車站鄰近的NE大廈2樓，該處設有配車室。

### 運行系統
此電車站是螢茶屋支線電車站之一。當中2、3、4、5系統駛入該電車站。

### 螢茶屋車廠
螢茶屋車廠是長崎電軌車廠之一。在螢茶屋停留場後方設有2條側線（留置線）。在車廠上方設有由長崎電軌擁有的家庭餐廳和停車場（NE大廈2）。
車廠在1937年3月落成啟用。當時茂里町大部分設備遷移至此處。車廠當初設有7條側線和5條車坑，廠內設有車輛工場。車廠受到戰爭的損害較少，因此在戰後，車輛在螢茶屋內進行修復。在1971年新設2條側線，該2條側線在車廠遷移至西町車庫後還存在。而車輛工場也遷移至西町車庫，遺址建設了大樓和停車場。大廈在1986年落成，在此之前為高爾夫球練習場。

## 使用狀況
根據「長崎電軌」的調査，以下為1日的上下車人次資料。
- 1998年 - 3,823人[1]
- 2015年 - 3,100人[19]

## 電車站周邊
- 一之瀨口（長崎市指定史蹟） - 舊長崎街道（日语：長崎街道）的一部分，位於車廠後方。參見中島川。
- 樂雅樂家庭餐廳螢茶屋店
- 聖母之騎士幼稚園
- 聖母之騎士高等學校（日语：聖母の騎士高等学校）
- 長崎縣立鳴瀧高等學校（日语：長崎県立鳴滝高等学校）
- 輻射影響研究所（日语：放射線影響研究所）長崎研究所

## 相鄰電車站
長崎電氣軌道
螢茶屋支線（□2號系統、■3號系統、■4號系統、■5號系統）
新中川町（41）－螢茶屋（43）

## 注腳
1. 1 2 3  田栗 & 宮川 2000，第75頁.
2. 1 2  今尾 2009，第58頁.
3. ↑  100年史，第129頁.
4. 1 2 3 4  田栗 2005，第88頁.
5. 1 2 3 4  田栗 2005，第87頁.
6. 1 2 3  田栗 2005，第158頁.
7. 1 2  田栗 2005，第157頁.
8. ↑  100年史，第18頁.
9. 1 2 3  100年史，第196頁.
10. ↑  100年史，第200頁.
11. 1 2 3 4  川島 2007，第121–122頁.
12. 1 2 3  100年史，第130頁.
13. 1 2 3  川島 2013，第48頁.
14. ↑  川島 2013，第57頁.
15. ↑  100年史，第176頁.
16. ↑  100年史，第122頁.
17. ↑  100年史，第178頁.
18. 1 2 3  100年史，第19頁.
19. ↑  100年史，第125頁.